# Cladiella ceylonica
Cladiella ceylonica is een zachte koraalsoort uit de familie Alcyoniidae. De koraalsoort komt uit het geslacht Cladiella. Cladiella ceylonica werd in 1905 voor het eerst wetenschappelijk beschreven door Pratt. 